# DDR-Meisterschaften im Biathlon 1970
Die DDR-Meisterschaften im Biathlon wurden 1970 zum 13. Mal ausgetragen. Dieter Speer gewann nach 1968 seinen zweiten Titel im Einzel-Wettkampf, die SG Dynamo Zinnwald zum fünften Mal in Folge den Titel des Staffelmeisters.

## Einzel
| Platz | Sportler      | Verein               | Schießfehler | Zeit |
| ----- | ------------- | -------------------- | ------------ | ---- |
| 1     | Dieter Speer  | SG Dynamo Zinnwald   |              |      |
| 2     | Horst Koschka | SG Dynamo Zinnwald   |              |      |
| 3     | Karl Koch     | ASK Vorwärts Oberhof |              |      |

## Staffel
| Platz | Verein                 | Sportler                                                      | Schießfehler | Zeit |
| ----- | ---------------------- | ------------------------------------------------------------- | ------------ | ---- |
| 1     | SG Dynamo Zinnwald     | Hansjörg Knauthe Dieter Speer Joachim Meischner Horst Koschka |              |      |
| 2     | ASK Vorwärts Oberhof   | Karl Koch Rainer Thiel Hans-Gert Jahn Joachim Günther         |              |      |
| 3     | SG Dynamo Zinnwald III | Wilfried Bock Rainer Pretzsch Wolfgang Landt Günter Tittel    |              |      |